# Mike Longo
Michael Josef Longo (19 de marzo de 1937-Nueva York; 22 de marzo de 2020) fue un pianista, compositor y autor de jazz estadounidense. 

## Primeros años
Longo nació en Cincinnati, Ohio, de padres con antecedentes musicales. Su padre tocaba el bajo, su madre tocaba el órgano en la iglesia, y su formación musical comenzó a una edad temprana. Mike recordó haber visto a Sugar Chile Robinson tocando el piano boogie woogie: "La primera vez que lo vi, hombre, me dejó inconsciente. Debo haber tenido tres o cuatro años. Él tocó después del show de Count Basie, así que me fui a casa y comencé a elegir líneas de bajo boogie woogie". Sus padres lo llevaron a clases formales en el Conservatorio de Música de Cincinnati. Se mudó a Fort Lauderdale, Florida, poco después. A los 12 años, ganó un concurso local de talentos. 

## Carrera
La carrera de Longo comenzó en la banda de su padre, pero más tarde Cannonball Adderley lo ayudó a conseguir sus propios conciertos. Su relación de trabajo es anterior a la aparición de Adderley como líder de la banda. Adderley se acercó al adolescente Longo porque necesitaba un pianista en su iglesia. En este momento, la ciudad estaba en gran medida segregada, por lo que el Longo caucásico que tocaba en una iglesia afro era inusual. Cuando esto condujo a realizar grabaciones con Adderley a mediados de la década de 1950, Longo era demasiado joven para ir a clubes con él. Longo tocó en Porky's, siendo retratado en la película. Continuaría recibiendo su título de Bachiller en Música de la Western Kentucky University. 
Dizzy Gillespie escuchó a Longo en el Metropole. "Estaba tocando abajo con Red Allen, y Dizzy estaba tocando en el piso de arriba con su banda. Así que cada vez que quería salir a tomar un descanso, tenía que bajar las escaleras y pasarnos a la salida. Había un local al otro lado de la calle llamado Copper Rail, que era un restaurante de comida rápida de soul y un bar donde todos los músicos del Metropole pasaban el rato. Pronto supe que Dizzy me mencionó en una entrevista en International Musician, la revista del sindicato de músicos, cuando le preguntaron sobre cualquier joven músico prometedor que hubiera escuchado". Era fanático de Oscar Peterson desde muy joven y estudió con el pianista de 1961 a 1962. "En términos de técnica, tacto, estaba tocando con muñecas bloqueadas y demasiada técnica de brazo. Lo principal que aprendí de Peterson fue cómo tocar el piano y cómo ser un pianista de jazz: texturas, voces, tacto, tiempo, concepción, tono en el instrumento". 
En la década de 1960, Longo comenzó a liderar el Mike Longo Trio, que permanecería activo durante los próximos 42 años. Gillespie estaba tocando en el Metropole nuevamente y Longo, deprimido después de divorciarse de su primera esposa, acababa de ganar un concierto en Embers West tocando con Roy Eldridge. Eldridge trajo a Gillespie para ver a Longo tocando con Paul Chambers. Al día siguiente Gillespie lo contrató. Longo se convirtió en director musical del Dizzy Gillespie Quintet y luego Gillespie lo eligió para ser el pianista de la Dizzy Gillespie All-Star Band. A partir de 1966, su carrera musical estaría vinculada a Gillespie. En 1993, estaba con Gillespie la noche en que murió y luego pronunció un elogio en su funeral. 
Longo actuó en sesiones semanales de jazz celebradas en el centro Baháʼí en honor a Gillespie, una tradición que ayudó a comenzar. Al igual que Gillespie, fue miembro de la Baháʼí Faith. Longo también enseñó una clase maestra a los próximos músicos de jazz, incluidos Adam Rafferty, Nate Andersen y John Austria. La gran banda de Longo, el New York State of the Art Jazz Ensemble, tocaba en el centro de manera intermitente y brindaba a los músicos futuros la oportunidad de aprender en el escenario y así el público recibía una experiencia de jazz a un costo razonable. Una gran parte de la misión de Mike Longo fue restablecer la relación de aprendizaje en la enseñanza del jazz. Dijo: "Sé que la educación sobre el jazz es algo importante y sé que el campo tiene buenas intenciones, pero parece haber una tendencia en ese campo para enseñar jazz donde la gente está copiando grabaciones en lugar de aprender a tocar jazz". El aspecto del aprendizaje del jazz siempre ha sido la forma en que ha evolucionado".

## Premios y honores
Mike Longo recibió una beca del Ft. Lauderdale Symphony Orchestra en 1955, una beca Downbeat Hall of Fame en 1959, y una National Endowment for the Arts Grant en 1972. Fue incluido en el Muro de la Fama de la Universidad de Western Kentucky en 2002.

## Muerte
Murió en Hospital Mount Sinai de Nueva York el 22 de marzo de 2020, tres días después de cumplir ochenta y tres años, a causa de las complicaciones derivadas de la enfermedad de COVID-19 causado por el virus del SARS-CoV-2.

## Discografía

### Como dirigente/codirigente
- A Jazz Portrait of Funny Girl (Clamike, 1962)
- The Awakening (Mainstream, 1972)
- Matrix (Mainstream, 1972)
- Funkia (Groove Merchant, 1974)
- 900 Shares of the Blues (Groove Merchant, 1974)
- Talk with the Spirits (Pablo, 1976)
- Jazzberry Patch (JPB, 1977)
- Solo Recital (Consolidated Artists, 1981)
- The Earth Is But One Country (Consolidated Artists, 1990)
- I Miss You John (Consolidated Artists, 1995)
- New York '78 (Consolidated Artists, 1996)
- Dawn of a New Day (Consolidated Artists,1997)
- Live Detroit International Jazz Festival (Consolidated Artists, 2003)
- To My Surprise (Consolidated Artists, 2011)
- Live from New York! (Consolidated Artists, 2013)

### Como acompañante
Con Dizzy Gillespie
- Swing Low, Sweet Cadillac (Impulse!, 1967)
- The Dizzy Gillespie Reunion Big Band ( MPS, 1968)
- The Real Thing (Perception, 1969)
- Retrato de Jenny (Perception, 1970)

Con Lee Konitz
- Chicago 'n Todo Aquel Jazz (Groove Merchant, 1975)

## Otras publicaciones
- Una serie de conferencias de nueve partes por Longo[7] se inició en 1976 con la sustitución armónica sistemática.